# リンデン・エアカーゴ
リンデン・エアカーゴ (英語: Lynden Air Cargo)はアメリカ合衆国アラスカ州アンカレッジに拠点を置く貨物航空会社。定期便およびチャーター便の運航、アメリカ軍向けの貨物輸送を行っている。
子会社として、パプアニューギニアのラエを拠点とするリンデン・エアカーゴPNG（Lynden Air Cargo PNG Ltd）を保有しており、オーストラリアや東南アジアといった西太平洋地域の貨物チャーター便も運航している。

## 概要
1995年に設立され、同年8月31日から運航を開始した。現在運航しているL-100-30は1997年から導入した機材である。2005年時点での従業員は140名。

## 就航地
リンデン・エアカーゴの定期便就航地は以下のとおり。
- アンカレッジ（アラスカ州） - ハブ空港
- ベセル（アラスカ州）
- コッツビュー（英語版）（アラスカ州）
- ノーム（アラスカ州）

この他にもチャーター貨物便としてカナダ、オーストラリア、日本、ポルトガルなど世界各国への就航実績がある。

## 機材
2012年11月時点

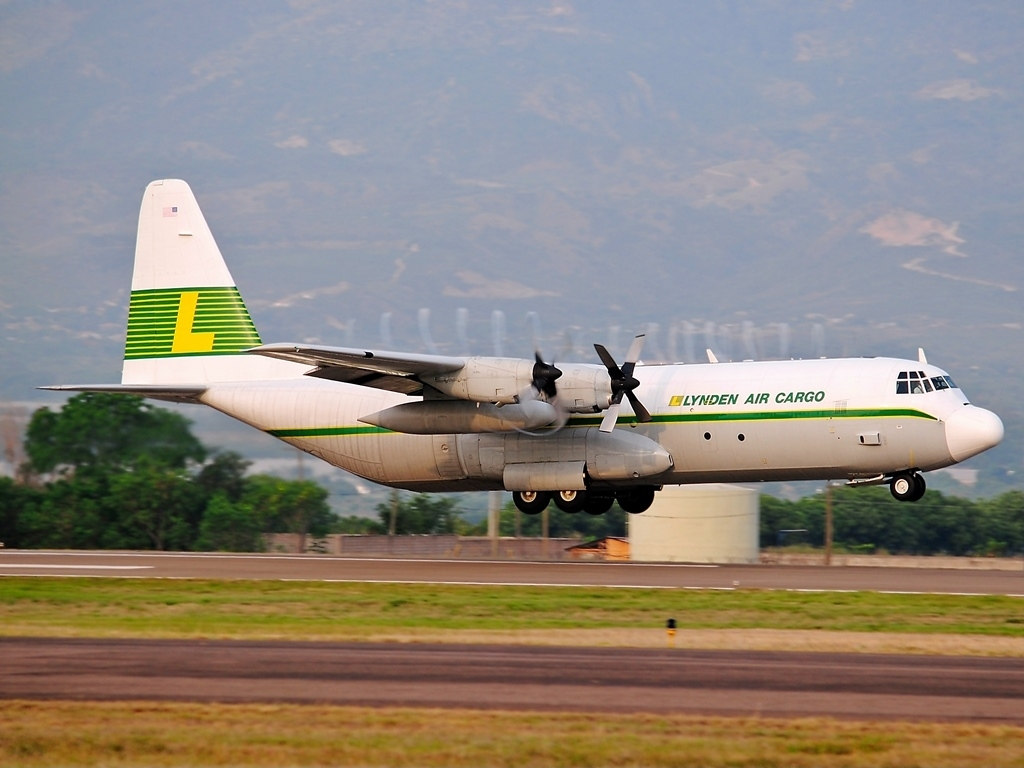
リンデン・エアカーゴのL-100-30

- ロッキード L-100 ハーキュリーズ（L-382） - 7機

軍用輸送機のロッキードC-130をベースに開発された民間用貨物輸送機